# Heiko März
Heiko März (ur. 9 lipca 1965 w Rostocku) – niemiecki piłkarz występujący na pozycji obrońcy oraz pomocnika, reprezentant NRD.

## Życiorys
W 1977 roku został juniorem Hansy Rostock, a w 1983 roku został wcielony do pierwszej drużyny. W Oberlidze zadebiutował 17 grudnia tegoż roku w przegranym 1:3 spotkaniu z Wismut Aue. 26 kwietnia 1989 roku wystąpił w meczu eliminacji mistrzostw świata, przegranym przez NRD z ZSRR 0:3. W Hansie występował do 1998 roku, rozgrywając w barwach klubu 344 ligowe mecze. W 1991 roku zdobył z tym klubem mistrzostwo i puchar NRD. Następnie był piłkarzem SV Babelsberg 03, FC Schönberg 95 i SV Warnemünde Fußball. W latach 2006–2010 był grającym trenerem SV Warnemünde. W 2022 roku ponownie został szkoleniowcem tej drużyny.

## Statystyki ligowe
| Sezon         | Klub             | Liga          | Mecze | Gole |
| ------------- | ---------------- | ------------- | ----- | ---- |
| 1983/1984     | Hansa Rostock    | DDR-Oberliga  | 1     | 0    |
| 1984/1985     | Hansa Rostock    | DDR-Oberliga  | 18    | 3    |
| 1985/1986     | Hansa Rostock    | DDR-Oberliga  | 14    | 0    |
| 1986/1987     | Hansa Rostock    | DDR-Oberliga  | 29    | 0    |
| 1987/1988     | Hansa Rostock    | DDR-Oberliga  | 25    | 6    |
| 1988/1989     | Hansa Rostock    | DDR-Oberliga  | 25    | 0    |
| 1989/1990     | Hansa Rostock    | DDR-Oberliga  | 12    | 2    |
| 1990/1991     | Hansa Rostock    | NOFV-Oberliga | 23    | 0    |
| 1991/1992     | Hansa Rostock    | Bundesliga    | 35    | 0    |
| 1992/1993     | Hansa Rostock    | 2. Bundesliga | 43    | 9    |
| 1993/1994     | Hansa Rostock    | 2. Bundesliga | 32    | 0    |
| 1994/1995     | Hansa Rostock    | 2. Bundesliga | 27    | 1    |
| 1995/1996     | Hansa Rostock    | Bundesliga    | 29    | 0    |
| 1996/1997     | Hansa Rostock    | Bundesliga    | 25    | 0    |
| 1997/1998     | Hansa Rostock    | Bundesliga    | 6     | 0    |
| 1998/1999 (j) | Hansa Rostock    | Bundesliga    | 0     | 0    |
| 1998/1999 (w) | SV Babelsberg 03 | Regionalliga  | 13    | 1    |
| 1999/2000     | SV Babelsberg 03 | Regionalliga  | 29    | 0    |
| 2000/2001     | SV Babelsberg 03 | Regionalliga  | 6     | 0    |
| 2001/2002     | FC Schönberg 95  | Oberliga      | 4     | 0    |